# Хмель, Иван Иванович
Ива́н Ива́нович Хмель (иногда ошибочно — Хмелёв; 1918 — 21 февраля 1944) — участник Великой Отечественной войны, командир стрелковой роты 1020-го стрелкового полка 269-й стрелковой дивизии 3-й армии 1-го Белорусского фронта, Герой Советского Союза (1944), старший лейтенант.

## Биография
Родился в 1918 году в городе Старый Оскол ныне Белгородской области в семье служащего. Русский. Окончил 7 классов, работал на одном из предприятий города.
В Советской Армии с 1939 года. Участник Великой Отечественной войны с июня 1941 года. В 1942 году окончил курсы младших лейтенантов и направлен в действующую армию на Брянский фронт, где был трижды ранен.
Член КПСС с 1943 года.
С 25-26 октября 1943 года командир стрелковой роты 1020-го стрелкового полка 269-й стрелковой дивизии 3-й армии старший лейтенант Хмель в боях за деревню Красная Слобода, ныне Быховского района Могилёвской области Республики Беларусь первым в составе своей роты ворвался в траншеи противника и в результате рукопашного боя овладел ими. При попытке противника вернуть утраченные позиции, рота под командованием Хмеля отбила три контратаки врага. В этих боях Иван Хмель был ранен.
15 ноября 1943 года Приказом по 3-й армии, подписанным генерал-лейтенантом Александром Горбатовым, старший лейтенант Хмель награждён Орден Отечественной войны 2 степени.
20 февраля 1944 года командир роты 1020-го стрелкового полка 269-й стрелковой дивизии 3-й армии 1-го Белорусского фронта старший лейтенант Хмель при форсировании Днепра в районе деревни Вищин, ныне Кистеневского сельсовета Рогачёвского района Гомельской области Беларуси скрытно вывел роту к проволочным заграждениям противника и в конце артиллерийской подготовки лично возглавил атаку, стремительно овладев первой, второй и третьей линиями траншей, захватив при этом 4 вражеских орудия и полевую кухню. Деревня была занята, образовался плацдарм на правом берегу Днепра, обеспечивающий переправу боевой техники по льду.
В последующем бою был смертельно ранен и 21 февраля 1944 года умер. Похоронен в деревне Вищин.
25 февраля 1944 года командиром 1020-го стрелкового полка подполковником Кириченко старший лейтенант Хмель был представлен к присвоению звания Героя Советского Союза.
3 июня 1944 года Указом Президиума Верховного Совета СССР за образцовое выполнение боевых заданий командования на фронте борьбы с немецко-фашистскими захватчиками и проявленные при этом мужество и героизм старшему лейтенанту Хмель Ивану Ивановичу посмертно присвоено звание Героя Советского Союза с вручением ордена Ленина и медали «Золотая Звезда».

## Награды
- Медаль «Золотая Звезда» Героя Советского Союза (03.06.1944)
- Орден Ленина (03.06.1944)
- Орден Отечественной войны 2 степени (15.11.1943)

## Память
- Имя Героя высечено золотыми буквами в зале Славы Центрального музея Великой Отечественной войны в Парке Победы города Москва.
- Именем Героя названы улица и школа № 4 в города Старый Оскол. На месте боя у деревни Вищин установлен обелиск.